# Ulrich Dürr
Ulrich Dürr (* 27. Januar 1944) ist ein deutscher Jurist und ehemaliger Richter am Bundesfinanzhof.
Nach dem Studium der Rechtswissenschaft und dem Abschluss des Referendariats mit dem Zweiten Juristischen Staatsexamen trat er 1972 in Baden-Württemberg in den Dienst in der Finanzverwaltung. Nach Tätigkeiten an den Finanzämtern in Sigmaringen und Stuttgart über mehrere Jahre erfolgte eine Abordnung als wissenschaftlicher Mitarbeiter an den Bundesfinanzhof und dann die Ernennung zum Richter am Finanzgericht Rheinland-Pfalz. Nach der Wiedervereinigung wurde er Richter am Bezirksgericht Erfurt. In Erfurt war er Vorsitzender eines Senats für Finanzrecht und des Dienstgerichts sowie Beisitzer in einem weiteren Senat für Finanzrecht und in einem Senat für Rehabilitierungsangelegenheiten. Die Tätigkeit in Thüringen endete am 1. März 1993 mit seiner Ernennung zum Richter am Bundesfinanzhof. Dr. Ulrich Dürr war Richter im III. Senat des Bundesfinanzhofes. Der III. Senat befasste sich in Dürrs Amtszeit im Wesentlichen mit Rechtsfragen zur Besteuerung von Gewerbetreibenden, Investitionszulagen und zum Kindergeld. Ab Oktober 2005 war er regelmäßiger Vertreter der Vorsitzenden seines Senates. Seit Februar 2009 befindet sich Ulrich Dürr im Ruhestand.
Dürr ist Mitautor von Gesetzeskommentaren zum Einkommensteuerrecht und zur Finanzgerichtsordnung. Er veröffentlicht darüber hinaus regelmäßig zum Steuer- und Verfahrensrecht.
Seit dem Sommersemester 1963 ist er Mitglied der Studentenverbindung AV Igel Tübingen.